# Plumper Cove Marine Park
Plumper Cove Marine Park är en park i Kanada.   Den ligger i Sunshine Coast Regional District och provinsen British Columbia, i den sydvästra delen av landet, 3 600 km väster om huvudstaden Ottawa. Plumper Cove Marine Park ligger 115 meter över havet. Den ligger på ön Keats Island.
Terrängen runt Plumper Cove Marine Park är varierad. Havet är nära Plumper Cove Marine Park åt sydost.Trakten är glest befolkad. Närmaste större samhälle är Gibsons, 3,1 km väster om Plumper Cove Marine Park. 